# فردریک‌تاون، شهرستان کلمبیانا، اوهایو
فردریک‌تاون (به انگلیسی: Fredericktown) یک منطقهٔ مسکونی در ایالات متحده آمریکا است که در اوهایو واقع شده‌است.